# Nazari Tchistoï
Nazari Tchistoï est un homme politique russe. Sous le règne d'Alexis Ier, il fut chef du Prikase Posolsky (chef du bureau diplomatique de la Russie) de 1647 à 1648.